# Hockey Club Monza 1962
Questa voce raccoglie le informazioni riguardanti l'Hockey Club Monza nelle competizioni ufficiali della stagione 1962.

## Maglie e sponsor
| 1ª divisa | 2ª divisa |

## Rosa
| N° | Naz.              | Ruolo | Sportivo            |  |  |  |
| -- | ----------------- | ----- | ------------------- |  |  |  |
| ?  | Italia (bandiera) | P     | Bruno Bolis         |  |  |  |
| ?  | Italia (bandiera) | E     | Gualtiero Bortolini |  |  |  |
| ?  | Italia (bandiera) | E     | Cesare Bosisio      |  |  |  |
| ?  | Italia (bandiera) | E     | Maurizio Gelmini    |  |  |  |
| ?  | Italia (bandiera) | E     | Emilio Levati       |  |  |  |

- Allenatore: ?